# Abia de las Torres
Abia de las Torres – gmina w Hiszpanii, w prowincji Palencia, w Kastylii i León, o powierzchni 27,16 km². W 2011 roku gmina liczyła 180 mieszkańców.